# Astragalus managildensis
Astragalus managildensis är en ärtväxtart som beskrevs av Boris Fedtjenko. Astragalus managildensis ingår i släktet vedlar, och familjen ärtväxter. Inga underarter finns listade i Catalogue of Life.